# Dario Mellone
Dario Mellone (Bologna, 31 marzo 1929 – Milano, 18 dicembre 2000) è stato un pittore e disegnatore italiano, rappresentante delle neoavanguardie e precursore delle terze avanguardie, per oltre trent'anni illustratore al Corriere della Sera.

## Biografia
Dario Mellone è nato a Bologna la domenica di Pasqua del 31 marzo 1929 ma è arrivato a Milano ancora bambino insieme ai genitori. Dopo la maturità scientifica e un personale percorso di iniziazione intellettuale condotto nella libreria della madre in piazza Missori, si iscrive all'Accademia di Brera, dove frequenta le scuole serali, lavorando nel frattempo per diverse case editrici come grafico e disegnatore. L'Arch. Giò Ponti scopre il talento precoce di Dario Mellone e pubblica i suoi disegni sulla rivista Domus.
Nel 1950 avviene il decisivo incontro con Dino Buzzati, che gli offre di collaborare al paginone della Domenica del Corriere, eseguendo illustrazioni di architettura e disegni di piazze d'Italia. Incomincia così quel rapporto con il mondo dei giornali, della cronaca e dell'attualità che Dario Mellone coltiverà tutta la vita e che determinerà tanta parte delle sue amicizie e della sua immagine pubblica. Per oltre trent'anni infatti Mellone è l'apprezzato e intelligente illustratore e disegnatore del Corriere della Sera (dal 1967) ma al tempo stesso ha coltivato con dedizione e assoluta libertà la passione per l'arte e la pittura che lo accompagna sin da bambino, protetto dalla complicità di alcuni amici e della moglie Antonietta, anch'essa pittrice diplomata all'Accademia di Brera.
Nello studio di via San Marco nascono così cicli sorprendenti e tempestivi di opere delle seconde avanguardie che raccontano la difficile vicenda dell'umanità nell'epoca del predominio tecnico e meccanico: Figure nello spazio (1965-66), Uomini-prigione (anni Settanta), conturbanti Teste polimateriche e affascinanti Città-robot (1973-75). 
Uno di questi cicli, quello delle Strutture-cellulari, presenta affinità sorprendenti con i Cross-hatching di Jasper Johns, posteriori di qualche anno (quelli di Mellone sono eseguiti fra il 1967 e il 1969, quelli di Johns nel 1972). Un'affinità, tempestivamente notata da Francesca Bonazzoli, che sottende una significativa analogia di riflessione e di esigenza estetica fra i due artisti, oltreché la stringente attualità del lavoro di Mellone in quel momento cruciale di rinnovamento dei linguaggi e dei materiali dell'arte. Lo dimostrano anche le Figure biomorfe (1971-72), sculture realizzate con cavetti di plastica rosa che ricordano le composizioni “morbide” antiform di Eva Hesse e presentano pochi paralleli in Italia.
Nel 1963 Mellone partecipa a una mostra collettiva al Palazzo della Permanente e successivamente tiene alcune personali, alla Galleria Sanpetronio di Bologna nel 1966, alla Galleria Braidense di Milano nel ‘78 e nell'87, al Museo di Milano nell'80 e alla Compagnia del Disegno, sempre a di Milano, nel 1995. 
Dario Mellone muore nella propria casa Studio di Milano il 23 dicembre 2000. All'indomani della sua scomparsa viene costituita la Fondazione Dario Mellone per la determinazione e la generosità di alcuni suoi amici e collezionisti. 
Ad oggi è stata realizzata un'importante monografia, a cura di Paolo Biscottini (Skira) e alcune importanti retrospettive, fra l'altro presso il Museo d'Arte Moderna di Spoleto, il Palazzo delle Stelline di Milano, e il Museo del Carmen di Valencia (ES), tutte curate da Martina Corgnati.
Il 21 settembre 2013 è stato inaugurato dal prof. Rolando Bellini e dalle storiche d'arte Maddalena Tibertelli de Pisis e Giacinta Cavagna di Gualdana il " Museo Dario Mellone", aperto presso la Fondazione Villa Rescalli Villoresi di Busto Garolfo (MI), contenente le 60 opere più significative che il Maestro ha voluto che non venissero disperse perché rappresentative del proprio percorso artistico e di ricerca dal 1965 al 2000. Nell'anno 2013 è stato pubblicato il Libro "Un Giorno nel tempo. Villa Rescalli Villoresi e Fondazione Mellone", a cura di Valerio Villoresi (Congedo Editore). Il Libro racconta la storia della seicentesca Villa Rescalli Villoresi, ora sede del Museo Dario Mellone, e le "Esperienze di un pittore tra umanesimo e tecnologia", monografia prima d'ora inedita scritta dal Maestro nel 1995, cinque anni prima della sua scomparsa. Tale documento può essere letto come un atto di denuncia contro un Sistema influenzato in modo rilevante da Mercanti d'arte senza scrupoli e/o da Critici incompetenti che troppo spesso prediligono ragioni economiche a meriti artistici. L'interessante monografia spiega le "nove fasi" che hanno contraddistinto la prolifica attività del Maestro e testimonia come Mellone fosse artista a "tutto tondo", tra gli ultimi esponenti delle neoavanguardie e precursore delle terze avanguardie.
Come scrive Ferruccio De Bortoli, amico e a lungo suo direttore al Corriere della Sera – "credo che Dario Mellone avesse commesso il peggiore dei peccati per un artista: quello di anticipare troppo i tempi".
Con il D.G.R. 5 giugno 2015, n. X/3659 il Museo Dario Mellone di Busto Garolfo ha ottenuto il riconoscimento della Regione Lombardia quale raccolta museale di particolare importanza.
In data 16 gennaio 2018 è stato nominato Curatore della Fondazione Dario Mellone il dott. Dario D'Auria.